# أندريا أوفريدي
أندريا أوفريدي (بالإيطالية: Andrea Offredi)‏ هو لاعب كرة قدم إيطالي في مركز حراسة المرمى، ولد في 17 فبراير 1988 في تريفيجليو في إيطاليا. لعب مع نادي براتو.